# 221. vojaškopolicijska brigada (ZDA)
221. vojaškopolicijska brigada (izvirno angleško 221st Military Police Brigade) je bila vojaškopolicijska brigada Kopenske vojske Združenih držav Amerike.